# The Escorts (Liverpool)
The Escorts was van 1962 tot 1966 een merseybeatband uit Liverpool.
De eerste leadzanger en gitarist tot 1965 was Terry Sylvester (later The Swinging Blue Jeans en The Hollies). Hij werd korte tijd opgevolgd door Frank Townsend en maakte toen plaats voor Paddy Chambers. Paul McCartney produceerde hun laatste single en speelde daar ook op mee op de tamboerijn.
De band bracht in het Verenigd Koninkrijk zes singles uit en verder nog enkele in andere andere Europese landen, zoals Finland en Duitsland, en verder nog twee in de VS.
Dizzy Miss Lizzy (maart 1964) coverden ze eerder dan The Beatles (augustus 1965) en sloeg lokaal aan in de VS (Texas). Het zelf geschreven Night time werd gecoverd door artiesten als The Cats en Elvis Costello. Ze wisten zich uiteindelijk niet te vestigen en alleen The one to cry (1964) bereikte de Britse Top 50.

## Discografie
Singles
- 1964: Dizzy, Miss Lizzy / All I want is you
- 1964: The one to cry / Tell me baby
- 1965: I don't want to go on without you / Don't forget to write
- 1965: C'mon home baby / You'll get no lovin' that way
- 1966: Let it be me / Mad mad world
- 1966: From head to toe / Night time

Elpee
- 1982/1995: From the blue angel